# Игуанообразни
Игуанообразни (Iguania) е подразред влечуги от разред Люспести (Squamata).
Включва 14 семейства гущери – Игуанови, Хамелеонови и близките им родственици – с около 13 хиляди известни вида, разпространени главно в тропическите области.

## Семейства
Подразред Iguania – Игуанообразни
- Клад Acrodonta
  - Agamidae – Агамови
  - Chamaeleonidae – Хамелеонови
- Клад Pleurodonta
  - Corytophanidae
  - Crotaphytidae
  - Dactyloidae – Анолисови
  - Hoplocercidae
  - Iguanidae – Игуанови
  - Leiocephalidae – Плоскоглави игуани
  - Leiosauridae
  - Liolaemidae
  - Opluridae – Мадагаскарски игуани
  - Phrynosomatidae
  - Polychrotidae – Дългокраки игуани
  - Tropiduridae